# Tydaeolus
Tydaeolus är ett släkte av spindeldjur som beskrevs av Berlese 1910. Tydaeolus ingår i familjen Iolinidae.
Släktet innehåller bara arten Tydaeolus tenuiclaviger.